# San Fernando (Honduras)
San Fernando è un comune dell'Honduras facente parte del dipartimento di Ocotepeque.
Il comune venne istituito il 16 maggio 1917 con parte del territorio del comune di San Jorge.